# (12833) Kamenný Újezd
(12833) Kamenný Újezd – planetoida z pasa głównego asteroid okrążająca Słońce w ciągu 3 lat i 42 dni w średniej odległości 2,13 j.a. Została odkryta 2 lutego 1997 roku w Obserwatorium Kleť w pobliżu Czeskich Budziejowic przez Janę Tichą i Miloša Tichego. Nazwa planetoidy pochodzi od czeskiej wioski Kamenný Újezd. Przed jej nadaniem planetoida nosiła oznaczenie tymczasowe (12833) 1997 CV1.